# Liste der Baudenkmale in Senftenberg

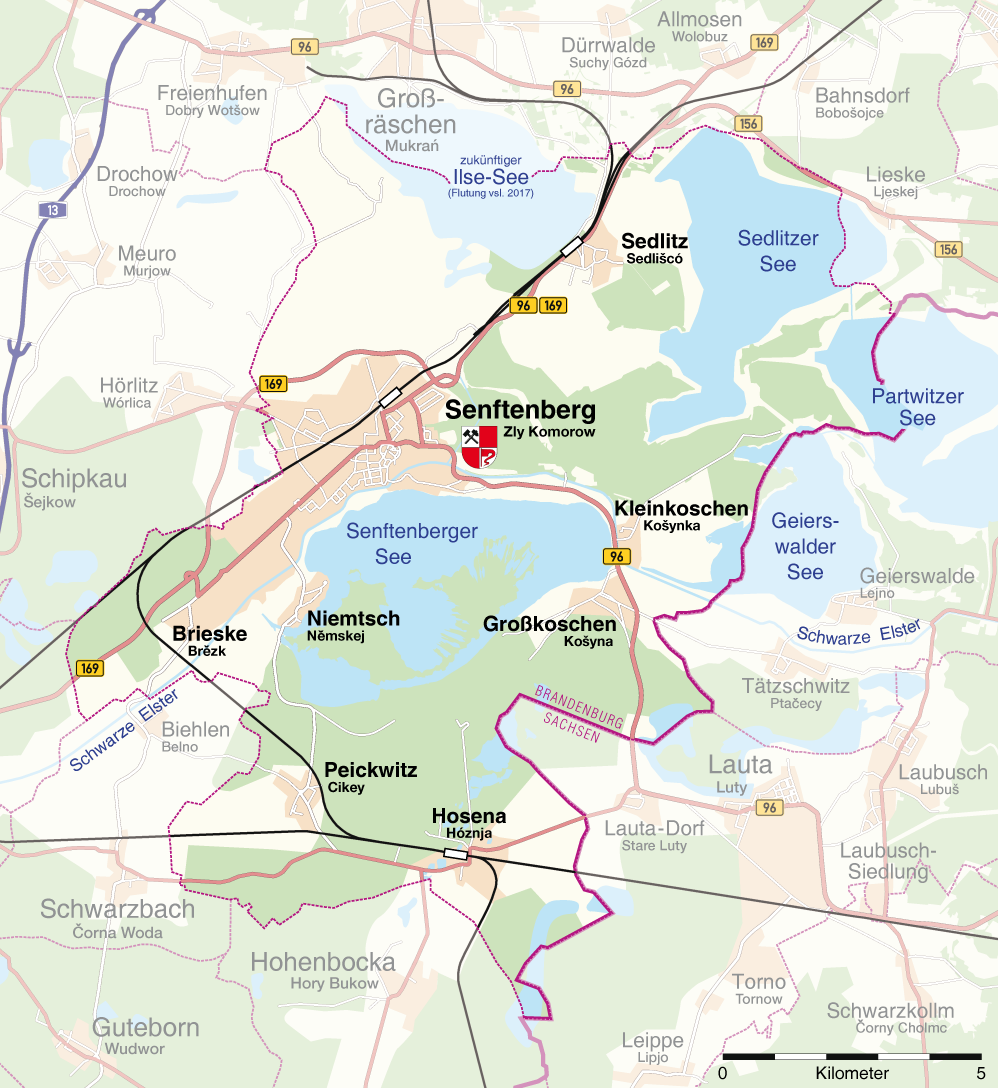
Stadtgebiet von Senftenberg

In der Liste der Baudenkmale in Senftenberg  sind alle Bau- und Gartendenkmäler, technischen sowie beweglichen Baudenkmale der brandenburgischen Stadt Senftenberg und ihrer Ortsteile aufgelistet. Diese Denkmale sind in der Landesdenkmalliste des Landes Brandenburg im „Abschnitt C“ benannt.
Senftenberg ist eine südbrandenburgische Kreisstadt im Landkreis Oberspreewald-Lausitz. Die Ortsteile sind Brieske, Großkoschen mit Kleinkoschen, Hosena, Niemtsch, Peickwitz und Sedlitz. Die Grundlage ist die Veröffentlichung der Landesdenkmalliste mit dem Stand vom 31. Dezember 2020.
Die Bodendenkmale sind in der Liste der Bodendenkmale in Senftenberg und Skulpturen, Plastiken, Brunnen sowie weitere Kunstwerke im öffentlichen Raum in der Liste der Denkmäler, Brunnen und Skulpturen in Senftenberg aufgeführt.

## Hinweise zu den Angaben in der Tabelle
In den Spalten befinden sich folgende Informationen:
- ID-Nr.: Die Nummer wird vom Brandenburgischen Landesamt für Denkmalpflege vergeben. Ein Link hinter der Nummer führt zum Eintrag über das Denkmal in der Denkmaldatenbank. In dieser Spalte kann sich zusätzlich das Wort Wikidata befinden, der entsprechende Link führt zu Angaben zu diesem Denkmal bei Wikidata.
- Lage: die Adresse des Denkmales und die geographischen Koordinaten. Link zu einem Kartenansichtstool, um Koordinaten zu setzen. In der Kartenansicht sind Denkmale ohne Koordinaten mit einem roten beziehungsweise orangen Marker dargestellt und können in der Karte gesetzt werden. Denkmale ohne Bild sind mit einem blauen bzw. roten Marker gekennzeichnet, Denkmale mit Bild mit einem grünen beziehungsweise orangen Marker.
- Bezeichnung: Bezeichnung in den offiziellen Listen des Brandenburgischen Landesamtes für Denkmalpflege. Ein Link hinter der Bezeichnung führt zum Wikipedia-Artikel über das Denkmal.
- Beschreibung: die Beschreibung des Denkmales
- Bild: ein Bild des Denkmales und gegebenenfalls einen Link zu weiteren Fotos des Baudenkmals im Medienarchiv Wikimedia Commons

## Baudenkmale

### Brieske(Brjazki)
| ID-Nr.                                    | Lage                            | Bezeichnung                                        | Beschreibung | Bild           |
| ----------------------------------------- | ------------------------------- | -------------------------------------------------- | --- | -------------- |
| 09120180 Wikidata                         | Briesker Straße (Lage)          | Kolonie Marga                                      | Gebaut wurde die Kolonie von 1907 bis 1915. Der Architekt war Georg Heinsius von Mayenburg aus Dresden. Es ist eine planmäßig angelegter Ortsteil, gebaut wurde der für Betriebsangehörige der Ilse-Bergbau AG. Die Im Heimatschutzstil erbaute Siedlung ist eine der ersten Ortsteile, die mit allen Versorgungseinrichtungen ausgestattet waren. | weitere Bilder |
| 09120879 Wikidata                         | Briesker Straße 132, 134 (Lage) | Amtshaus & Wohnhaus                                | zweigeschossiges Amts- und Wohngebäude mit Walmdach, L-förmig angeordnet. Entwurf von Heinrich Otto Vogel; erbaut 1926; 1995 bis 1996 umgebaut | weitere Bilder |
| 09120880 Teilobjekt zu: 09120879          | Briesker Straße 132, 134 (Lage) | Nebengebäude                                       | | BW             |
| 09120023 Wikidata                         | (Lage)                          | Badehaus & Verwaltungsgebäude                      | Badehaus und Verwaltungsgebäude wurden von 1908 bis 1909 als zweigeschossiger Klinkerbauten errichtet. | weitere Bilder |
| 09120023 Teilobjekt zu: 09120647 Wikidata | (Lage)                          | Maschinenhaus & Kraftzentrale                      | Das Maschinenhaus und die Kraftzentrale wurden von 1907 bis 1908 aus Stahlbeton und Klinker erbaut. | weitere Bilder |
| 09120022 Wikidata                         | Franz-Mehring-Straße (Lage)     | „Ledigenheim“ der Brikettfabrik Marga (Häuser 1–8) | Ursprünglich wurden im Jahr 1918 vier Häuser gebaut, im Jahr 1919 kommen vier weitere hinzu. | weitere Bilder |

### Großkoschen(Kóšyna)
| ID-Nr.            | Lage                                   | Bezeichnung | Beschreibung | Bild           |
| ----------------- | -------------------------------------- | --- | --- | -------------- |
| 09120159 Wikidata | Dorfplatz (Lage)                       | Denkmal zur 100-jährigen Wiederkehr der Befreiungskriege                                                                        | Das Denkmal wurde 1913 aufgestellt. | weitere Bilder |
| 09120158 Wikidata | Ferienpark Großkoschen, Eingang (Lage) | Ehrenmal für die Häftlinge des ehemaligen Außenlagers des Konzentrationslagers Groß Rosen am Eingang zum Ferienpark Großkoschen | Das Ehrenmal wurde von Ernst Sauer im Jahre 1977 aufgestellt. | weitere Bilder |
| 09120224 Wikidata | Dorfplatz (Lage)                       | Dorfkirche | Die evangelische Kirche wurde im dritten Viertel des 19. Jahrhunderts erbaut. Es ist ein neugotischer Saalbau. Die Ausstattung im Inneren ist aus der Bauzeit.                                                                                            | weitere Bilder |
| 09120338 Wikidata | Dorfplatz 1 (Lage)                     | Gasthof mit Saalanbau | Der Gasthof wurde 1911 erbaut. | weitere Bilder |
| 09120249 Wikidata | Dorfplatz 13 (Lage)                    | Hofanlage mit Wohnhaus, Wirtschaftsgebäude, Taubenhaus und Hofbefestigung                                                       | | weitere Bilder |
| 09120339 Wikidata | Dorfplatz 22 (Lage)                    | Gehöft, mit Wohnhaus, Stallgebäude und Scheune                                                                                  | Das Gehöft wurde inschriftlich im Jahre 1910 erbaut. Das Wohnhaus ist ein zweigeschossiges, traufständiges Haus aus Ziegel. Links von der Mitte befindet sich eine Toreinfahrt über zwei Achsen. Rechts davon ist der Eingang, dar eine kurze Freitreppe. | weitere Bilder |

### Hosena
| ID-Nr.            | Lage                    | Bezeichnung | Beschreibung | Bild           |
| ----------------- | ----------------------- | ----------- | --- | -------------- |
| 09120305 Wikidata | Karl-Marx-Straße (Lage) | Dorfkirche  | Die evangelische Kirche wurde im Jahr 1913 im Heimatschutzstil erbaut. Der Südwestturm ist asymmetrisch angeordnet, der Eingang der Kirche befindet sich hier in der Turmhalle. Das Mittelschiff hat einen halbrunden Chor und als Decke eine Holztonne. Die Ausmalungen im Mittelschiff zeigen Jugendstilelemente. | weitere Bilder |

### Peickwitz(Tśikojce)
| ID-Nr.            | Lage   | Bezeichnung                                                       | Beschreibung                                            | Bild           |
| ----------------- | ------ | ----------------------------------------------------------------- | ------------------------------------------------------- | -------------- |
| 09120174 Wikidata | (Lage) | Steinerner Wegweiser (alte Straße Peickwitz-Senftenberg-Niemtsch) | Über die Aufstellung des Wegweisers ist nichts bekannt. | weitere Bilder |

### Sedlitz(Sedlišćo)
| ID-Nr.            | Lage                              | Bezeichnung                                      | Beschreibung | Bild           |
| ----------------- | --------------------------------- | ------------------------------------------------ | --- | -------------- |
| 09120878 Wikidata | Friedhofsweg (Lage)               | Friedhofskapelle                                 | Der eingeschossige Ziegelbau steht in der Mitte des Friedhofs. Er wurde in den 1930er-Jahren erbaut. | BW             |
| 09120363 Wikidata | Rauner Straße 18 (Lage)           | Wohnhaus                                         | Das anderthalbgeschossige Umgebindehaus mit Wohnstallhaus wurde im 18. Jahrhundert oder frühes 19. Jahrhundert erbaut. | Wohnhaus       |
| 09120599 Wikidata | Schulstraße (Lage)                | Denkmal für die Gefallenen des Ersten Weltkriegs | Die kleine Gedenkanlage mit einem zentralen Obelisken ist von einer relativ breiten Natursteinmauer mit unterschiedlicher Höhe eingefasst. Laut mündlicher Aussage wurde die Anlage 1927 errichtet. | weitere Bilder |
| 09120590 Wikidata | Schulstraße 4 (Lage)              | Dorfkirche                                       | Die evangelische Dorfkirche wurde wahrscheinlich um 1820 im Stil des Barocks erbaut. Es ist ein verputzter Saalbau mit einem Turm im Westen und einem dreiseitigen Ostschluss. Der Turm hat einen achtseitigen Aufsatz, darauf befindet sich eine Haube. Die Ausstattung im Inneren ist aus der Bauzeit. | weitere Bilder |
| 09120592 Wikidata | Schulstraße 16 (Lage)             | Schule mit Einfriedung und Torhaus               | Die Schule wurde laut einer Inschrift von 1928 bis 1929 erbaut, der Architekt war Heinrich Otto Vogel. | weitere Bilder |
| 09120279 Wikidata | Sedlitzer Bahnhofstraße 10 (Lage) | Wohnhaus                                         | Das eingeschossige Doppelstubenhaus wurde vermutlich Ende des 18. Jahrhunderts erbaut. Ursprünglich wurde das Wohnhaus als Umgebindehaus in Blockbohlen- beziehungsweise Fachwerkbauweise errichtet. Das Gebäude ist fünfachsig.                                                                         | Wohnhaus       |

### Senftenberg (Zły Komorow)
| ID-Nr.            | Lage | Bezeichnung | Beschreibung | Bild |
| ----------------- | --- | --- | --- | --- |
| 09120155 Wikidata | (Lage) | Gedenkstein für die Märzgefallenen, auf dem Neuen Friedhof | Das Denkmal steht auf dem Neuen Friedhof an der Briesker Straße und erinnert an sechs Opfer des Kapp-Putsches. Text: Es starben für die Freiheit im Kapp-Lüttwitz-Putsch am 15.–18. März 1920 Bruno Brückner, Willy Mund, Oskar Zeidler, Ferdinand Früh, Bruno Schurich, Joseph Kszyszkowiak „O, steht gerüstet, seid bereit! O, schaffet dass die Erde darin wir liegen strack und starr ganz eine freie werde! Dass fürder der Gedanken nicht uns stören kann im Schlafen. Sie waren frei. Doch wieder jetzt – und ewig sind sie Sklaven!“ Im treuen Gedenken gewidmet von den Arbeitern des Senftenberger Industriegebietes Der Text ist dem Gedicht Die Todten an die Lebenden von Ferdinand Freiligrath entnommen. | weitere Bilder |
| 09120361 Wikidata | B 96 (westlich von Senftenberg, nördlich der Bundesstraße 96 Richtung Großkoschen) (Lage)                                   | Wasserwerk Buchwalde, bestehend aus Filterhalle mit Kompressorenhaus, Verwaltungsgebäude, Pumpenhaus, Schalthaus, Transformatorenhaus, Zwischenpumpenhaus, Enteisenungskaskade mit anschließendem Absetzbecken sowie den noch teilweise vorhandenen technischen Einrichtungen | Erbaut wurde das Wasserwerk in Buchwalde im Jahr 1912. Der Entwurf stammt vom Mannheimer Ingenieurbüro Smreker. Bauherr war die am 29. Februar 1912 gegründete Niederlausitzer Wasserwerksgesellschaft mbH, deren Gesellschafter die wichtigsten Bergbaukonzerne und Grubenbesitzer des Senftenberger Reviers waren. | Wasserwerk Buchwalde, bestehend aus Filterhalle mit Kompressorenhaus, Verwaltungsgebäude, Pumpenhaus, Schalthaus, Transformatorenhaus, Zwischenpumpenhaus, Enteisenungskaskade mit anschließendem Absetzbecken sowie den noch teilweise vorhandenen technischen Einrichtungen |
| 09120213 Wikidata | August-Bebel-Straße (Lage)                                                                                                  | Friedhofseingangskapelle (Torhaus des alten Friedhofs) | Das eingeschossige Torhaus wurde in Ziegelbauweise im Jahr 1827 auf dem alten Friedhof in Jüttendorf erbaut. Bekrönt wird es von einem Zeltdach mit Kreuz. Neben dem Durchgang befinden sich die Inschriften „Was wir sind, das waren sie“ und „Was sie sind, das werden wir“. | weitere Bilder |
| 09120529 Wikidata | Bahnhofstraße 17 (Lage) | Postamt mit Seitenflügel und Toreinfahrt | Das zweigeschossige Postamt im Stil der Neorenaissance wurde in zwei Bauabschnitten erbaut. Im Jahr 1892 wurde der verklinkerte Hauptbau errichtet, der Erweiterungsbau kam 1912 hinzu. 2014 wurde das Gebäude saniert und umgebaut in Wohn- und Geschäftshaus. | Postamt mit Seitenflügel und Toreinfahrt |
| 09120623 Wikidata | Bahnhofstraße 41 (Lage) | Wohnhaus mit Apotheke | Der zweigeschossige, verputzte Massivbau mit Flachdach wurde 1929–1930 durch den Architekten Otto J. Dölle erbaut, sein Entwurf wurde dabei jedoch nicht vollständig umgesetzt. Bauherr war der Apotheker Otto Radkte. Die Bauausführung lag bei der Bauunternehmung Industriebau Held & Francke AG, Niederlassung Senftenberg (vormals Albert Pusch Baugesellschaft mbH). | weitere Bilder |
| 09120200 Wikidata | Bärengasse 4 (Lage) | Gasthaus „Zum Bären“ (heute Wohn- und Geschäftshaus) | Das Gasthaus wurde 1895 erbaut, es ist zweigeschossig und hat acht Achsen. | weitere Bilder |
| 09120308 Wikidata | Brauhausstraße 11 (Lage) | Wohnhaus mit Einfriedung, Hofbefestigung und flankierenden Linden am Eingang | Es war das Wohnhaus des Künstlerehepaars Margo und Günther Wendt. Das fünfachsige Haus wurde vermutlich 1874 erbaut. Es ist eineinhalbgeschossig, massiv erbaut und verputzt. Als Bauherr wird der Maurerpolier Liebscher angenommen. | weitere Bilder |
| 09120238 Wikidata | Briesker Straße (Lage) | Feierhalle auf dem Neuen Friedhof | Die Feierhalle wurde 1904–1905 als Massivbau in Ziegelmauerwerk errichtet. | weitere Bilder |
| 09120153 Wikidata | Briesker Straße (Lage) | Sowjetischer Ehrenfriedhof | Der Friedhof wurde 1945/1946 für gefallene sowjetische Soldaten angelegt. Im Jahr 1975 erfolgte eine Umgestaltung durch den Bildhauer Ernst Sauer, dabei wurde der Friedhofscharakter aufgegeben und die Gedenkstätte in Form von Bajonetten, die eine Blume schützen angelegt. Von 2014 bis 2015 wurde die Gedenkstätte saniert und es wurden Grabplatten mit den Namen der Gefallenen ausgelegt. | weitere Bilder |
| 09120387 Wikidata | Briesker Straße / Wehrstraße (Lage)                                                                                         | Altlutherische Kirche | Das Gotteshaus der Selbständigen Evangelisch-Lutherischen Kirche wurde um 1900 erbaut und von Gustav Götze entworfen. Es ist ein roter Klinkerbau mit Fialkrönung und Giebeltürmen. In der Zeit von 1954 bis 1957 und von 1977 bis 1982 wurde die Kirche umgestaltet. Die Kirche steht westlich der Senftenberger Altstadt, in einem von Wohnblöcken der DDR-Zeit geprägten Stadterweiterungsgebiet. Die Orgel von Johann Christoph Schröther der Jüngere wurde aus der Kirche von Sorno hierher überführt. | weitere Bilder |
| 09120388 Wikidata | Calauer Straße 1 (Lage) | Katholische Kirche St. Peter und Paul | Erbaut wurde die Kirche im Jahr 1925 in Klinkerbauweise. Umbau und Umgestaltung von 1954 bis 1957 durch Hertel sowie von 1977 von 1982 durch Gottfried Zawadzki. Die Orgel wurde von G. F. Steinmeyer & Co. geschaffen. | weitere Bilder |
| 09120215 Wikidata | Calauer Straße 3 (Lage) | Schule | erbaut 1932–1933 als katholische Schule, nach 1945 Berufsschule, heute Liegenschaft des Klinikums Niederlausitz; Architekten: Max Taut und Franz Hoffmann; Der zweieinhalbgeschossige massive Klinkerbau wurde im Stil des Neuen Bauens errichtet. | weitere Bilder |
| 09120190 Wikidata | Calauer Straße 8 (Lage) | Villa | Die zweigeschossige Villa wurde um 1905 erbaut. | weitere Bilder |
| 09120191 Wikidata | Calauer Straße 10 (Lage) | Villa | Die zweigeschossige Villa wurde um 1905 erbaut. | weitere Bilder |
| 09120303 Wikidata | Calauer Straße 14–18 (Lage)                                                                                                 | Verwaltungsgebäude und Beamtendoppelhaus | Das zweigeschossige Verwaltungsgebäude wurde 1923 durch den Architekten Walter Eplinius für die Anhaltischen Kohlenwerke gebaut. Es ist wie das Beamtenwohnhaus massiv aus Kalksandstein sowie Ziegeln und braunroten Klinkern erbaut. | weitere Bilder |
| 09120530 Wikidata | Calauer Straße 20 (Lage) | Schule | Ehemalige Polytechnische Oberschule III Anton Saefkow; heute Otto-Rindt-Oberschule; Das drei- und viergeschossige Gebäude mit Walmdach wurde 1908–1909 erbaut. Erweiterungsbauten und Aufstockung erfolgten 1912–1913 sowie 1922. | weitere Bilder |
| 09120340 Wikidata | Dubinaweg 1, 3 (Lage) | Kreishaus, bestehend aus Haupt- und Nebengebäude mit Einfriedung | Das Gebäude wurde 1924 als Bergbauhaus des Niederlausitzer Bergbauvereins e. V. erbaut und ist heute der Sitz des Landratsamts. Als Entwurfsurheber wird der Dresdner Architekt Klette angenommen. Das Nebengebäude ist das ehemalige Direktoren-Wohnhaus. Das zweigeschossige massive Gebäude verfügt über einen Turm mit Treppenhaus an der südwestlichen Ecke, der mit einer Schweifhaube abgeschlossen ist. | weitere Bilder |
| 09120439 Wikidata | Ernst-Thälmann-Straße, Hörlitzer Straße (Lage)                                                                              | Gedenkstein | Steinkreuzstele aus Cottaer Sandstein mit eingravierter Jahreszahl 1766; Vermutlich handelt es sich hierbei um das Originalmittelstück der einstigen Senftenberger Postmeilensäule. | weitere Bilder |
| 09120197 Wikidata | Jüttendorfer Anger 2 (Lage)                                                                                                 | Wohn- und Geschäftshaus (Drogerie „Glück Auf“) | Das Gebäude steht westlich der Altstadt, am östlichen Ende der angerförmig aufgeweiteten Straße im ehemaligen Ort Jüttendorf. Es hat einen L-förmigen Grundriss, ist dreigeschossig und war ursprünglich zwei- und dreiachsig. Im Zuge der Sanierung des Gebäudes 2015 wurde ein Neubau angefügt. Dabei wurde eine Jugendstil-Wandmalerei wiederentdeckt und restauriert. | weitere Bilder |
| 09120186 Wikidata | Jüttendorfer Anger 7 (Lage)                                                                                                 | Bürgerhaus | im ehemaligen Jüttendorf (1895) | weitere Bilder |
| 09120187 Wikidata | Jüttendorfer Anger 9 (Lage)                                                                                                 | Bürgerhaus | im ehemaligen Jüttendorf, 1904 | weitere Bilder |
| 09120188 Wikidata | Jüttendorfer Anger 11 (Lage)                                                                                                | Bürgerhaus | im ehemaligen Jüttendorf; Durch das Haus verläuft der 14. Längengrad. | weitere Bilder |
| 09120193 Wikidata | Ernst-Thälmann-Straße 125, 127, 129, 134, 136, 138 (Lage)                                                                   | Wohn- und Geschäftshäuser | 1952–1956 | weitere Bilder |
| 09120306 Wikidata | Großenhainer Straße 41–51 (ungerade), Herderstraße 1–4, 6, Damaschkestraße 9–16, 18, 20, Lessingstraße 2–12 (gerade) (Lage) | Wohnsiedlung | Die Wohnsiedlung wurde 1926–1927 durch den Architekten Willi Ludewig erbaut. Die zweigeschossigen massiven Ziegelbauten sind mit einem Walmdach abgeschlossen. Bauherr war die Märkische Wohnungsbau GmbH. | weitere Bilder |
| 09120617 Wikidata | Grünstraße 2, 4 (Lage) | Mehrfamilienwohnhaus | Das Mehrfamilienwohnhaus wurde 1929 von Architekt Heinrich Otto Vogel erbaut, die Bauausführung lag bei Baumeister Simon Klöter. Im Jahr 1930 gab es eine Erweiterung. Der massive Putzbau ist zwei- und dreigeschossig und mit einem Walmdach abgeschlossen. | weitere Bilder |
| 09120618 Wikidata | Grünstraße 3 (Lage) | Wohnhaus mit Einfriedung und Gartenpavillon | Der massive zweigeschossige Putzbau mit Walmdach wurde 1929 für den Musikschuldirektor Richard Koar erbaut. Architekt war Heinrich Otto Vogel, die Bauausführung lag bei Heinrich Schneider. Der runde eingeschossige Gartenpavillon mit Flachdach an der Südwestecke des Grundstücks wurde ebenfalls 1929/1930 erbaut. Wohnhaus, Pavillon und Einfriedung sind aus Ziegelmauerwerk errichtet. | weitere Bilder |
| 09120627 Wikidata | Güterbahnhofstraße 4 (Lage)                                                                                                 | Bahnhof Senftenberg | bestehend aus Abfertigungs- und Empfangsgebäude mit Bahnsteigtunnel, Fahrdienstleiterstellwerk „B 1“, Wasserturm sowie Güterboden mit Kopframpe und Prellbock | weitere Bilder |
| 09120582 Wikidata | Joachim-Gottschalk-Straße 22 (Lage)                                                                                         | Arbeitsamt | Das ehemalige Arbeitsamt wurde 1930–1931 erbaut. Der massive dreigeschossige Klinkerbau wurde von Architekt Conrad Materne geplant, die Bauausführung lag bei Bauunternehmer Albin Dressel und Töpfermeister Ludwig Walter. In dem Gebäude war unter anderem das Gesundheitsamt untergebracht, heute ist es Sitz der Musikschule. | weitere Bilder |
| 09120203 Wikidata | Kirchplatz (Lage) | Deutsche Kirche Peter-Paul | | weitere Bilder |
| 09120182 Wikidata | Kirchplatz (Lage) | Kirchplatz mit Bebauung | 17. bis 20. Jahrhundert | weitere Bilder |
| 09120253 Wikidata | Krankenhausstraße 10 (Lage)                                                                                                 | Krankenhaus einschließlich Nebengebäude, Park und Einfriedung | erbaut 1888–1890 | weitere Bilder |
| 09120194 Wikidata | Kreuzstraße 12 (Lage) | Gasthof „Goldenes Roß“ | erbaut 1690, heute Schuhgeschäft | weitere Bilder |
| 09120181 Wikidata | Markt (Lage) | Markt mit Bebauung | ab dem 14. Jahrhundert; Kursächsische Postmeilensäule Senftenberg | weitere Bilder |
| 09120287 Wikidata | Markt 15 (Lage) | Wohnhaus | 1675 | weitere Bilder |
| 09120214 Wikidata | Rathenaustraße 8 (Lage) | Schule | Linden-Grundschule, ehemalige Polytechnische Oberschule II „Hans Beimler“, erbaut 1932 von Bruno und Max Taut | weitere Bilder |
| 09120330 Wikidata | Reyersbachstraße 7 (Lage)                                                                                                   | Wohnhaus | 1909 | weitere Bilder |
| 09120331 Wikidata | Reyersbachstraße 9 (Lage)                                                                                                   | Wohnhaus | | weitere Bilder |
| 09120025 Wikidata | Ritterstraße 7 (Lage) | Wohnhaus | hofseitiger Anbau im Jahr 1913 und Dachgeschossausbau 1924, 1905 | weitere Bilder |
| 09120196 Wikidata | Schloßstraße 6 (Lage) | Wohn- und Geschäftshaus | erbaut um 1900 | weitere Bilder |
| 09120195 Wikidata | Schloßstraße 16 (Lage) | Wohn- und Geschäftshaus | Umbau zur Backstube 1963, 1934 | weitere Bilder |
| 09120304 Wikidata | Schulstraße 10 (Lage) | Schule mit Turnhalle | 1899 als Realschule erbaut, nach 1949 Polytechnische Oberschule I „Arthur Wölk“; Turnhalle 1933 als Konzentrationslager genutzt | weitere Bilder |
| 09120527          | Spremberger Straße (Lage)                                                                                                   | Kulturhaus Reppist mit Nebengebäude | Kulturhaus des devastierten Ortes Reppist erbaut 1939 als Hitlerjugend-Heim, 1949 zum Kulturhaus umgebaut | Kulturhaus Reppist mit Nebengebäude |
| 09120380 Wikidata | Spremberger Straße 6 (Lage)                                                                                                 | Verwaltungsgebäude mit Einfriedung | erbaut um 1930, zu DDR-Zeiten Wehrkreiskommando | weitere Bilder |
| 09120204 Wikidata | Steindamm (Lage) | Festungsanlage | 1448, mit Park; Festungsbaumeister unter anderem Caspar Vogt von Wierandt und Rochus zu Lynar; Schlosspark um 1912 angelegt | weitere Bilder |
| 09120154 Wikidata | Steindamm (Lage) | Ehrenmal für die Opfer des Faschismus (OdF) | 1962 von Ernst Sauer | weitere Bilder |
| 09120212 Wikidata | Steindamm / Baderstraße (Lage)                                                                                              | Wendische Kirche | erbaut 1749, heute genutzt als Bürgerhaus | weitere Bilder |
| 09120189 Wikidata | Steindamm 4 (Lage) | Villenanlage | erbaut 1883–1884; ehemaliges Café Sanssouci, später Café Vaterland | weitere Bilder |
| 09120252 Wikidata | Steindamm 8 (Lage) | Gerichtsgebäude | erbaut 1910 | weitere Bilder |
| 09120867 Wikidata | Steindamm 22 (Lage) | Wohnhaus | Das sogenannte „Polenzhaus“ wurde 1937 nach Entwürfen von Oswald Pfau errichtet. Am Eckturm befindet sich ein von Günter Wendt geschaffenes Sgraffito, das Hans von Polenz zeigt. | weitere Bilder |
| 09120223 Wikidata | Straße des Sports (Lage) | Sporthalle | ehemalige Sporthalle Aktivist, erbaut 1957 | weitere Bilder |
| 09120198 Wikidata | Universitätsplatz 1, Großenhainer Straße 60, 62 (Lage)                                                                      | Ingenieurschule für Bergbau und Energetik | erbaut 1954, später Hochschule Lausitz (FH), Campus Senftenberg, bestehend aus den Gebäuden 1-4, 7 und 20 (Altbau) sowie den Wohnheimen 1-6 | weitere Bilder |

## Ehemalige Baudenkmale
| ID-Nr.            | Lage                                 | Bezeichnung          | Beschreibung | Bild           |
| ----------------- | ------------------------------------ | -------------------- | --- | -------------- |
| 09120632 Wikidata | Joachim-Gottschalk-Straße 12a (Lage) | Wohnhaus             | Der zweigeschossige massive Putzbau mit Satteldach wurde von 1935 durch den Architekten Heinrich Otto Vogel erbaut. | BW             |
| Wikidata          | Buchwalder Straße 18 (Lage)          | Feuerwache Buchwalde | zum Wohnhaus umgebaut | weitere Bilder |
| Wikidata          | Niemtsch, Dorfstraße (Lage)          | Schloss und Park     | ehemaliges Gutshaus mit Park im Ortsteil Niemtsch; das Gutshaus wurde von 1820–1840 erbaut. Nach einem Brand wurde die Ruine abgerissen, der Standort mit Wohnhäusern bebaut. Das Gutshaus wurde 2012 aus der Denkmalliste entfernt. | weitere Bilder |